# Aeroportul Sahand
Aeroportul Sahand (IATA: ACP, ICAO: OITM) este un aeroport din Provincia Azarbaidjanul de Est, Iran ce deservește zona Sahand.
Situat la o altitudine de 1.340 m, aeroportul dispune de o singură pistă.